# Physalaemus albifrons
Physalaemus albifrons är en groddjursart som först beskrevs av Johann Baptist von Spix 1824.  Physalaemus albifrons ingår i släktet Physalaemus och familjen Leiuperidae. IUCN kategoriserar arten globalt som livskraftig. Inga underarter finns listade i Catalogue of Life.